# Cour suprême du Ghana
La Cour suprême du Ghana est la plus haute instance judiciaire du Ghana. La constitution du Ghana de 1992 garantit l'indépendance et la séparation du pouvoir judiciaire des pouvoirs législatif et exécutif du gouvernement.  

## Histoire
La Cour suprême est établie en 1876 par une ordonnance en tant que plus haut tribunal de la Côte-de-l'Or (aujourd'hui Ghana) pendant l'ère coloniale. Les appels de la Cour suprême sont alors traités à la Cour d'appel de l'Afrique de l'Ouest (West African Court of Appeals, WACA) établie en 1866. Le Ghana se retire de la WACA après l'indépendance. Après le coup d'État militaire du 24 février 1966, le Conseil national de libération (en) (NLC), par le décret n°84, abolit la Cour suprême et confère le pouvoir judiciaire à la Cour supérieure de justice de la magistrature d'une part et aux tribunaux de rang inférieur d'autre part. L'article 102 (4) de la constitution de 1969 instaurant la Deuxième République rétablit la Cour suprême. Après le coup d'État du 13 janvier 1972, la Cour suprême est de nouveau abolie par le Conseil national de rédemption (en) au motif que la constitution de 1969 avait été suspendue et qu'il n'était donc pas nécessaire qu'un tribunal « l'interprète et l'applique ». Ses fonctions sont alors transférées à la Cour d'appel. La Cour suprême est de nouveau rétablie par la Troisième République en 1979, puis maintenue en fonction après le coup d'État du 31 décembre 1981 par le Conseil provisoire de défense nationale (en) (Provisional National Defence Council, PNDC), bien qu'il modifie le système judiciaire en créant des tribunaux publics.  
Le 2 juillet 2013, la Cour suprême condamne le rédacteur en chef du journal Daily Searchlight, Ken Kuranchie, à dix jours de prison pour avoir fustiger les neuf juges pour leur hypocrisie et leur sélectivité.

## Statut actuel

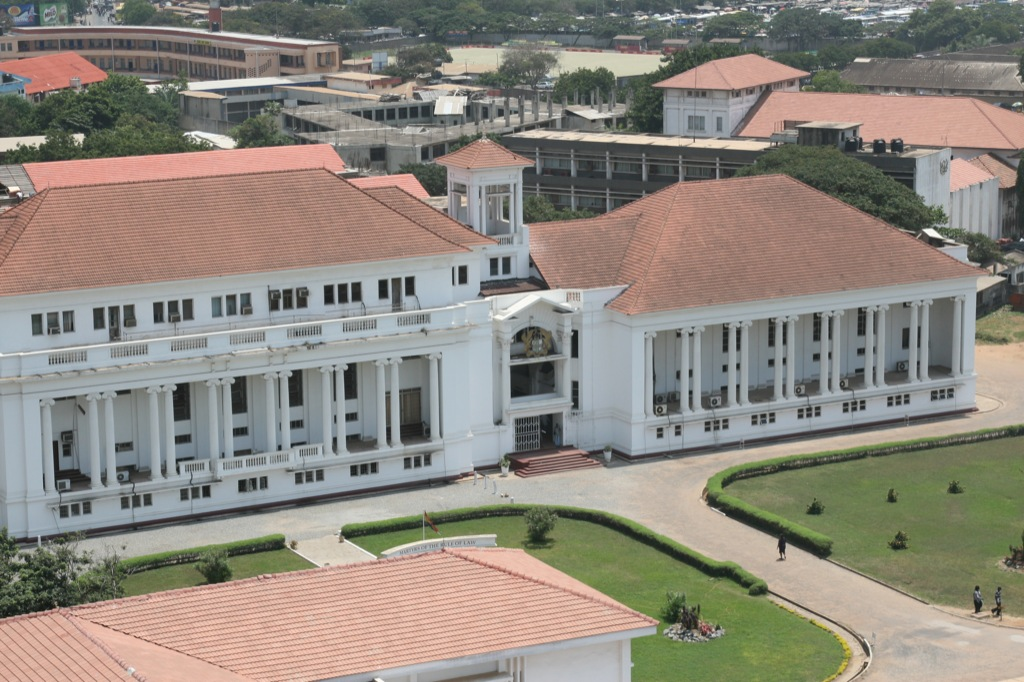
Vue aérienne du bâtiment de la Cour suprême.

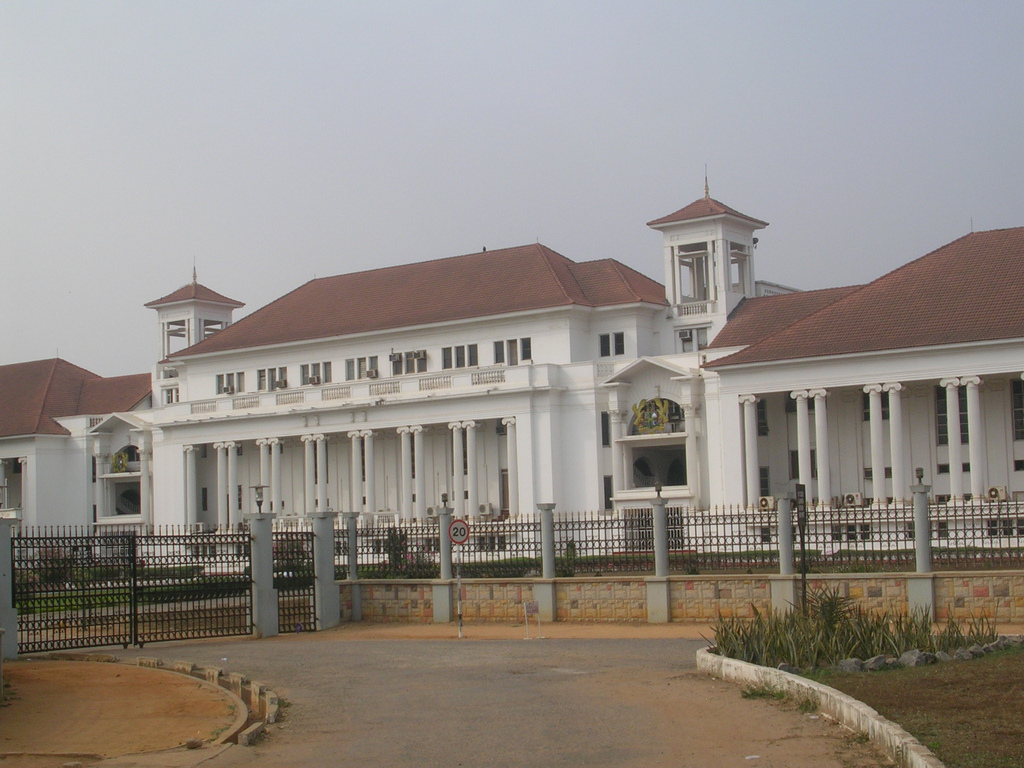
Vue de face du bâtiment de la Cour suprême.

La constitution de 1992 stipule que la Cour suprême est composée du juge en chef et d'au moins neuf autres juges de la Cour suprême. Le juge en chef est nommé par le président du Ghana agissant en consultation avec le Conseil d'État et avec l'approbation du Parlement du pays. Les autres juges de la Cour suprême sont nommés par le président, sur avis du Conseil de la magistrature et en consultation avec le Conseil d'État. Cela doit également être approuvé par le Parlement. La Constitution de 1992 a aboli tous les tribunaux publics institués par le PNDC et créé le Tribunal régional dont le président était assimilé au juge de la Haute Cour.  

## Juges de la Cour suprême
Voici une liste des juges de la Cour suprême,. En juillet 2018, le président Nana Akufo-Addo a nommé quatre nouveaux juges à la Cour suprême. Il s'agissait de Samuel Marful-Sau et Agnes Dordzie, tous deux juges de la Cour d'appel, Nii Ashie Kotey, ancien doyen de la Faculté de droit de l'université du Ghana et Nene Amegatcher, avocat en pratique privée qui est également ancien président de l' Association du barreau du Ghana. L'un des juges de la Cour les plus anciens, William Atuguba (en) a pris sa retraite le même mois. Il avait siégé à la Cour suprême après avoir été nommé par Jerry Rawlings en novembre 1995, jusqu'en juillet 2018. La dernière femme juge en chef était Sophia Akuffo. Elle a été la dernière juge de la Cour suprême nommée par Jerry Rawlings à la retraite. Elle a pris sa retraite le 20 décembre 2019 et a été remplacée par Kwasi Anin-Yeboah le 7 janvier 2020. En décembre 2019, le président Akufo-Addo a nommé trois nouveaux juges à la Cour suprême. Il s'agissait de Mariama Owusu, Lovelace Johnson et Gertrude Tokornoo (en). Ils doivent remplacer Sophia Adinyira, Vida Akoto-Bamfo et Sophia Akuffo qui ont pris leur retraite ou doivent prendre leur retraite.  
| Liste de juges de la Cour suprême du Ghana | Liste de juges de la Cour suprême du Ghana | Liste de juges de la Cour suprême du Ghana |
| Juge                                       | Date de nomination                         | Nommé() par                                |
| ------------------------------------------ | ------------------------------------------ | ------------------------------------------ |
| Kwasi Anin-Yeboah (juge en chef)           | Juin 2008                                  | John Kufuor                                |
| Julius Ansah (en)                          | Juillet 2004                               | John Kufuor                                |
| Jones Victor Mawulorm Dotse (en)           | Juin 2008                                  | John Kufuor                                |
| Paul Baffoe-Bonnie (en)                    | Juin 2008                                  | John Kufuor                                |
| Nasiru Sulemana Gbadegbe (en)              | Octobre 2009                               | John Atta Mills                            |
| Anthony Benin (en)                         | 11 novembre 2012                           | John Dramani Mahama                        |
| Yaw Appau (en)                             | 29 juin 2015                               | John Dramani Mahama                        |
| Gabriel Pwamang (en)                       | 29 juin 2015                               | John Dramani Mahama                        |
| Vacant                                     | 10 août 2021                               | Nana Akufo-Addo                            |
| Agnes Dordzie                              | 13 juillet 2018                            | Nana Akufo-Addo                            |
| Nii Ashie Kotey                            | 13 juillet 2018                            | Nana Akufo-Addo                            |
| Nene Amegatcher                            | 13 juillet 2018                            | Nana Akufo-Addo                            |
| Mariama Owusu                              | 17 décembre 2019,                          | Nana Akufo-Addo                            |
| Lovelace Johnson,                          | 17 décembre 2019                           | Nana Akufo-Addo                            |
| Gertrude Torkornoo,                        | 17 décembre 2019                           | Nana Akufo-Addo                            |

Certains juges de la Cour suprême récemment retraités
- Sophia Akuffo[28] (juge en chef du Ghana 2017-2019) - 30 novembre 1995 - 20 décembre 2019
- George Kingsley Acquah (en) - (1995-2007)
- Francis Kpegah (en) - (6 janvier 1993 [29] - 2008) - Autrefois juge le plus ancien[30]
- Tawia Modibo Ocran (en) - (2004-2008)
- Stephen Alan Brobbey (en) - (2002-2012)
- Samuel Date-Bah (en) - (2003-2013)[31]
- Georgina Wood - (12 novembre 2002 - juin 2017) et juge en chef entre le 15 juin 2007[32] et juin 2017[33], première femme à accéder à cette fonction.
- Rose Constance Owusu - (11 juin 2008[20] - août 2014 [34]
- Joseph Bawa Akamba (en) - (11 novembre 2012 [23] à 2017)[35],[36]
- William Atuguba (en) (30 novembre 1995 [14],[15] - 1er juillet 2018) [16]
- Kweku Etrew Amua-Sekyi (en)[37]
- Sophia Ophilia Adjeibea Adinyira (2006 [38] - juillet 2019 [39] )
- Vida Akoto-Bamfo (octobre 2009[22] à février 2019 [40] )

## Liste des juges en chef de la Cour suprême
Depuis sa création en 1876, la Cour suprême a eu 27 juges en chef.
| Liste des juges en chef de la Cour suprême de la Côte de l'Or et du Ghana | Liste des juges en chef de la Cour suprême de la Côte de l'Or et du Ghana | Liste des juges en chef de la Cour suprême de la Côte de l'Or et du Ghana                                                       |
| Juge en chef                                                              | Période                                                                   | Régime |
| ------------------------------------------------------------------------- | ------------------------------------------------------------------------- | --- |
| David Patrick Chalmers (en)                                               | 1876–1878                                                                 | Côte de l'Or |
| P. A. Smith (en)                                                          | 1878–1879                                                                 | Côte de l'Or |
| Sir James Marshall (en)                                                   | 1880–1882                                                                 | Côte de l'Or |
| N. Lessingham Bailey (en)                                                 | 1882–1886                                                                 | Côte de l'Or |
| H. W. Macleod (en)                                                        | 1886–1889                                                                 | Côte de l'Or |
| Joseph Turner Hutchinson (en)                                             | 1889 - 1894                                                               | Côte de l'Or |
| Francis Smith (en) (par intérim)                                          | 1894 - 1895                                                               | Côte de l'Or |
| William Brandford Griffith (en)                                           | 1895–1911                                                                 | Côte de l'Or |
| Philip Crampton Smyly (en)                                                | 1911–1928                                                                 | Côte de l'Or |
| George Campbell Deane (en)                                                | 1929–1935                                                                 | Côte de l'Or |
| Philip Bertie Petrides (en)                                               | 1936–1943                                                                 | Côte de l'Or |
| Walter Harragin (en)                                                      | 1943–1947                                                                 | Côte de l'Or |
| Mark Wilson (en)                                                          | 1948–1956                                                                 | Côte de l'Or |
| Kobina Arku Korsah                                                        | 1956–1963                                                                 | Côte de l'Or (1956 – 6 mars 1957) Ghana – Première République (6 mars 1957 – 1963)                                              |
| J. Sarkodee-Addo (en)                                                     | 1964–1966                                                                 | Première République |
| Edward Akufo-Addo                                                         | 1966–1970                                                                 | Régime militaire (1966–1969) Deuxième République (1969–1970)                                                                    |
| Edmund Alexander Lanquaye Bannerman (en)                                  | 1970 -1972                                                                | Deuxième République |
| Samuel Azu Crabbe (en)                                                    | 1973–1977                                                                 | Régime militaire |
| Fred Kwasi Apaloo (en)                                                    | 1977–1986                                                                 | Régime militaire (1977–1979) Troisième République (24 septembre 1979-31 décembre 1981) Régime militaire (31 décembre 1981–1986) |
| E. N. P. Sowah (en)                                                       | 1986–1990                                                                 | Régime militaire |
| Philip Edward Archer (en)                                                 | 1991–1995                                                                 | Régime militaire (1991–1993) Quatrième République (1993–1995)                                                                   |
| Isaac Kobina Abban (en)                                                   | 1995 – 21 avril 2001                                                      | Quatrième République |
| Edward Kwame Wiredu (en)                                                  | 2001–2003                                                                 | Quatrième République |
| George Kingsley Acquah (en)                                               | 4 juillet 2003 – 25 mars 2007                                             | Quatrième République |
| Georgina Theodora Wood                                                    | 15 juin 2007 – 8 juin 2017                                                | Quatrième République |
| Sophia Akuffo                                                             | 19 juin 2017 - 20 décembre 2019                                           | Quatrième République |
| Kwasi Anin-Yeboah                                                         | 7 janvier 2020 à aujourd"hui                                              | Quatrième République |